# Boris Michailowitsch Iofan
Boris Michailowitsch Iofan (russisch Борис Михайлович Иофан; * 16. Apriljul. / 28. April 1891greg. in Odessa, geboren als Baruch Solomonowitsch Iofan; † 11. März 1976 in Moskau) war ein sowjetischer Architekt. Er gilt als einer der bedeutendsten Architekten der Stalinzeit. Seine Werke umspannen mehrere Entwicklungsetappen des sozialistischen Klassizismus, der Teil des sozialistischen Realismus war. Den größten Einfluss gewann er in den 1930er und 1940er Jahren.

## Leben

### Elternhaus, frühe Kindheit und Abschluss der Kunstschule 1911
Boris Michailowitsch Iofan wurde als zweites Kind in Odessa geboren. Sein älterer Bruder Dmitri Iofan ging nach Sankt Petersburg, um sich dort weiterzubilden und um das Leben und Straßenszenen Petersburgs mitzubekommen.
Iofan zeichnete in seiner Jugend am liebsten die Gebäude Odessas und setzte sie in riesige, monumentale Gebäude um. Sein Bruder Dmitri schickte ihm aus St. Petersburg Bücher über neoklassizistische Kunst, diese Bücher sollten seinen zukünftigen architektonischen Stil prägen, wie sich später zeigen sollte.
Nach Abschluss der Kunstschule von Odessa im Jahre 1911 folgte Boris mit 19 Jahren seinem älteren Bruder Dmitri und arbeitete zwei Jahre lang in St. Petersburg als Assistent des Architekten Alexander Tamanjan und seines Bruders Dmitri Iofan, der schon länger mit Alexander Tamanjan zusammenarbeitete, und Boris einen Platz sicherte. In seiner Zeit als Assistent studierte er Bücher über die neoklassizistische Kunst, die, wie er später meinte, seine Architektur erst zu dem machte, zu dem sie wurde.
Nach dieser Arbeit als Assistent reiste er nach Rom, um sich dort über neue Stilrichtungen zu informieren. In Rom absolvierte er die Hochschule für bildende Künste mit Examen im Jahr 1916.
Da er die klassische Tradition bevorzugte, begann er in Rom bei dem Architekten Armando Brasini zu arbeiten. Aus dieser Zeit stammte seine Liebe zum Neoklassizismus.

### Seine Liebe zum Neoklassizismus
Iofan entwarf und baute viel in Italien, wertete diese Tätigkeit aber später als bloße Vorbereitung auf seine Arbeit in der Sowjetunion ab. Er vervollkommnete sein Können im Bereich des Neoklassizismus und war damit einerseits auf die neue Situation im Kunstleben der neu gegründeten Sowjetunion vorbereitet, in die er im Jahre 1924 zurückkehrte, andererseits aber ebenso in das allgemeine Formensystem einbezogen, das auch der Architektur des faschistischen Italien und ab den 1930er Jahren nationalsozialistischen Deutschland zugrunde lag.
Da Iofan die neoklassizistische Kunst in der Sowjetunion nicht ausüben durfte, richtete er sein Augenmerk auf die gewünschte Stilrichtung des sozialistischen Klassizismus, mit der er seine architektonischen Meisterwerke wie den Palast der Sowjets projektierte.

### Arbeit in der Sowjetunion nach 1924
Iofans erste Arbeiten schienen den generellen architektonische Stil der 1920er Jahre fortzusetzen. Diese wurden zu einem Markstein in seinem Schaffen. Er verwendete hier die modernsten technischen Errungenschaften und löste komplizierte kompositorische Aufgaben.
Der sehr raffinierte und manchmal auch kleinteilige Formenschatz und die Experimente der Architekten und Künstler der 1920er Jahre entsprachen von nun an nicht mehr der neuen Symbolik, wie auch ihm immer klarer wurde. Im Zuge der allgemeinen Tendenz zur Monumentalität wurden die neoklassizistischen Formen nach und nach reaktualisiert und Kompositionen mit starrer Achse bevorzugt. Für breite Gesellschaftsschichten verbanden sich diese Veränderungen mit der klaren Idee von der Verwirklichung einer lichten Zukunft.
Nach 1947 fiel Iofan in Ungnade und entwarf nach Stalins Tod 1953 sogar Gebäude in modernem Stil. Seine sechs Jahrzehnte umfassende Karriere endete mit Plattenbauten.

## Architektonische Werke

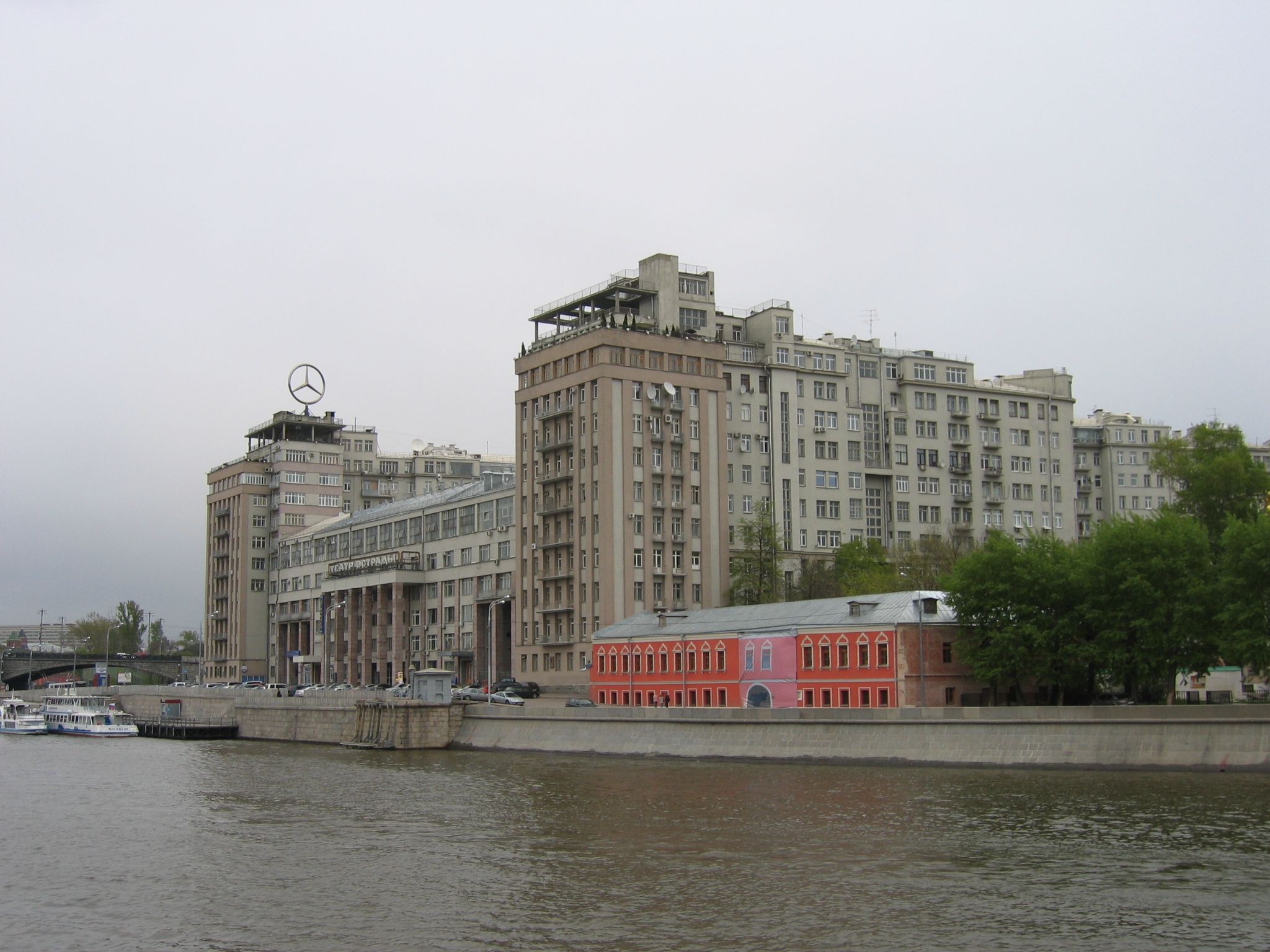
Haus an der Uferstraße (2007)

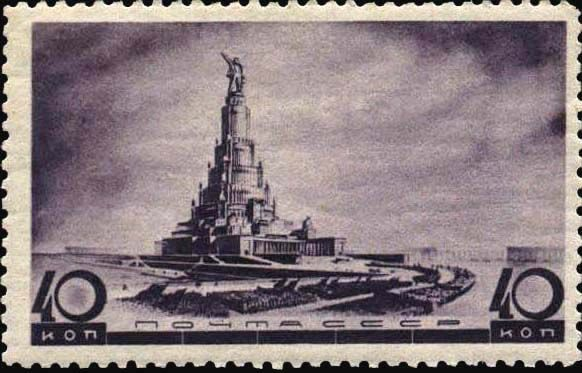
Palast der Sowjets (sowjetische Briefmarke, 1937)

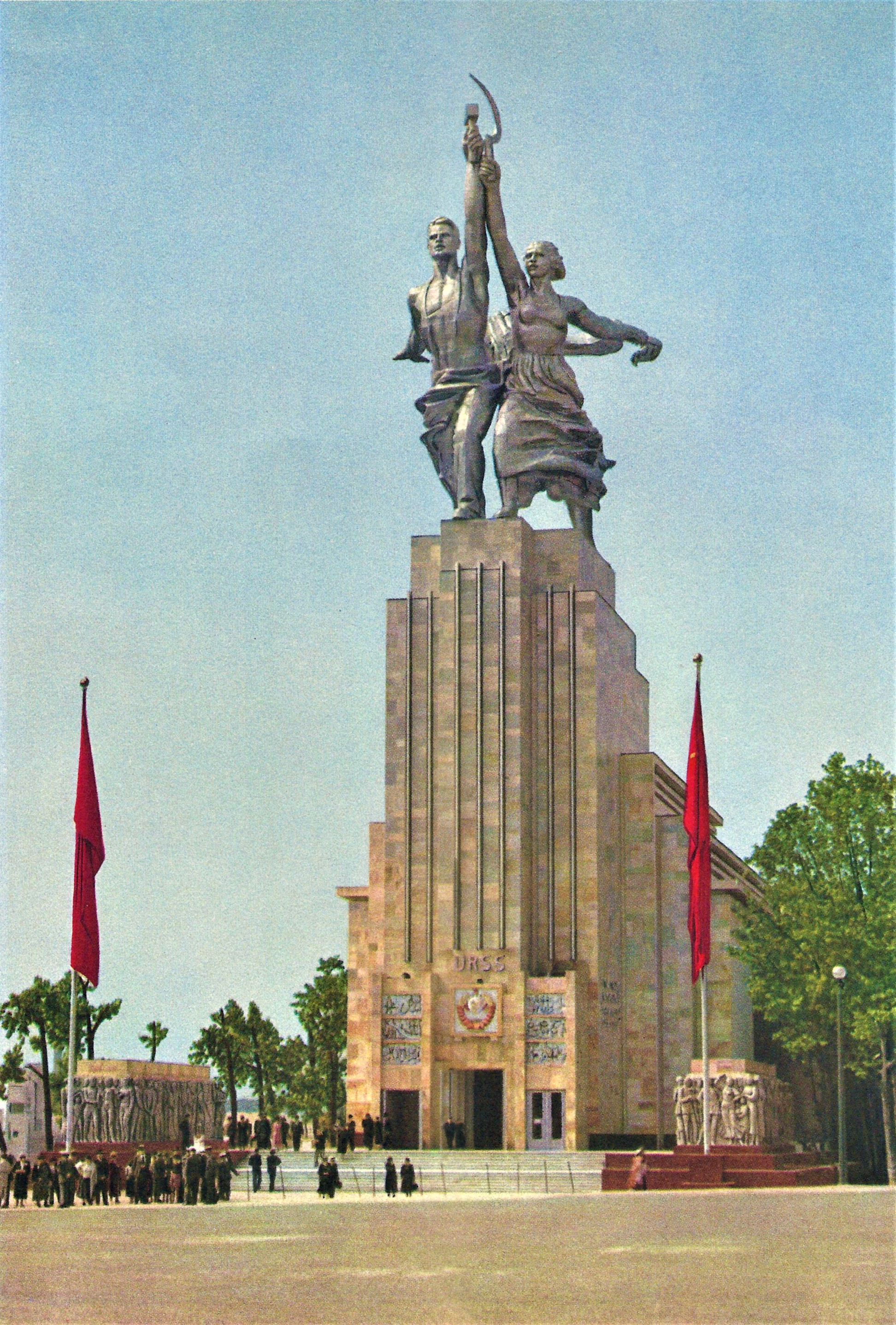
Sowjetischer Pavillon in Paris (1937)

Mit dem Namen Boris Iofans werden die bedeutendsten und programmatischsten Projekte in der Sowjetunion der 1930er und 1940er Jahre verbunden, wie das Haus an der Uferstraße, der Pavillon bei der Pariser Weltausstellung von 1937, oder der Pavillon bei der New Yorker Weltausstellung von 1939, sowie der Palast der Sowjets, den er im Verlauf der 1930er und 1940er Jahre projektierte.

### Haus an der Uferstraße
Das Haus an der Uferstraße in Moskau, erbaut im Stil des sowjetischen Konstruktivismus, war eines der ersten stalinistischen Bauwerke in der Sowjetunion.

### Palast der Sowjets
Den Palast der Sowjets hielt er selbst für sein Lebenswerk, obwohl der Palast auf Grund des Zweiten Weltkriegs und anderer Probleme nie über die Fertigstellung des Fundaments hinaus kam. Hier konnte er, wie er selbst sagte, seine räumlichen, bildnerischen und städtebaulichen Fähigkeiten voll entfalten. Was immer er im Lauf seines langen Lebens dann noch entwarf und baute, die 1930er Jahre ließen seiner besonderen künstlerischen Begabung den größten Spielraum.

### Sowjetischer Pavillon (1937 in Paris)
Für die Weltausstellung des Jahres 1937 in Paris wurde Boris Iofans Vorschlag zum Bau eines sowjetischen Pavillons durch den Rat der Volkskommissare angenommen. Von insgesamt sechs Entwürfen ging sein Entwurf als Sieger hervor.
Sein Vorschlag sah einen Bau in dem in der Sowjetunion bewährten architektonischen Stil des Sozialistischen Klassizismus vor, wie er auch im Palast der Sowjets verwendet wurde. Seine expressive Bauform machte den Pavillon neben dem deutschen zu den beeindruckendsten der Expo des Jahres 1937. Signifikant für den Bau ist die zweifigurige Statue Arbeiter und Kolchosbäuerin der Bildhauerin Wera Muchina auf dem Dach des Pavillons. Iofan erhielt für seinen Entwurf des Pavillons bei der Weltausstellung eine Goldmedaille.